# Погсон (лунный кратер)
Кратер Погсон (лат. Pogson) — крупный древний ударный кратер в южном полушарии обратной стороны Луны. Название присвоено в честь английского астронома Нормана Погсона (1829—1891) и утверждено Международным астрономическим союзом в 1970 г. Образование кратера относится к нектарскому периоду.

## Описание кратера

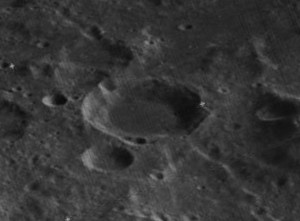
Снимок зонда Lunar Orbiter - III.

Ближайшими соседями кратера являются кратер Ламб на западе; кратер Бьеркнес на севере-северо-востоке; кратер Ван дер Ваальс на востоке и кратер Лебедев на юге-юго-западе. На западе от кратера Погсон располагается Море Южное. Селенографические координаты центра кратера 42°23′ ю. ш. 111°07′ в. д. / 42,38° ю. ш. 111,11° в. д., диаметр 40,9 км, глубина 2,3 км.
Кратер имеет циркулярную форму и умеренно разрушен. Вал несколько сглажен, северо-восточная часть вала отмечена парой маленьких кратеров, южная оконечность вала перекрыта маленьким одиночным кратером. Внутренний склон вала широкий. Высота вала над окружающей местностью достигает 1120 м, объем кратера составляет приблизительно 2000 км³. Дно чаши ровное, без приметных структур, имеет альбедо ниже чем окружающая местность, возможно затоплено лавой.

## Сателлитные кратеры
| Погсон | Координаты                                              | Диаметр, км |
| ------ | ------------------------------------------------------- | ----------- |
| C      | 41°37′ ю. ш. 112°14′ в. д. / 41,62° ю. ш. 112,24° в. д. | 16,8        |
| F      | 42°18′ ю. ш. 115°25′ в. д. / 42,3° ю. ш. 115,42° в. д.  | 34,3        |
| G      | 42°58′ ю. ш. 113°25′ в. д. / 42,96° ю. ш. 113,42° в. д. | 33,2        |

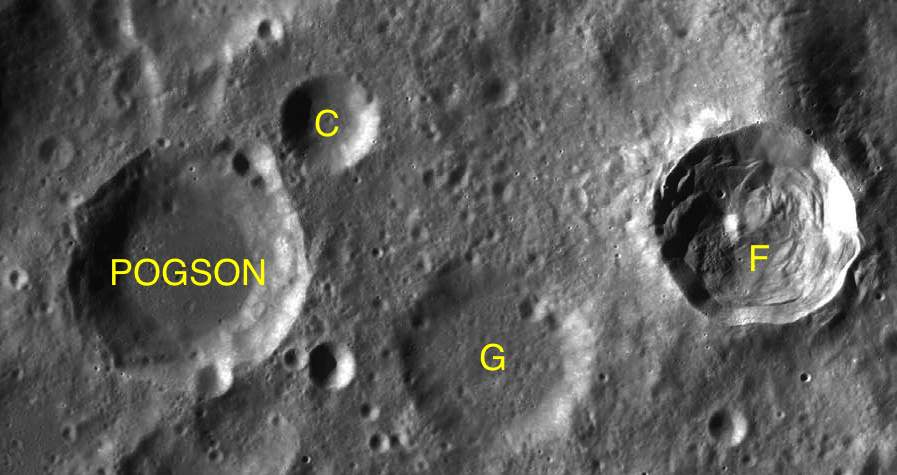
Фрагмент карты LAC-117.

- Образование сателлитного кратера Погсон F относится к эратосфенскому периоду[1].